# 奥拉克兹特区

联邦直辖部落地区

奥拉克兹特区，是巴基斯坦联邦直辖部落地区的一个特区。北邻开伯尔特区，南邻汉古县。总面积1800 km²，总人口450,000。

## 行政区划
奥拉克兹特区包含4个乡。